# Port lotniczy Ahe
Port lotniczy Ahe – port lotniczy położony na atolu Ahe (Polinezja Francuska).

## Linie lotnicze i połączenia
| Linia Lotnicza | Kierunek                       |
| -------------- | ------------------------------ |
| Air Tahiti     | 1. Arutua 2. Manihi 3. Papeete |